# 大島なぎさ
大島 なぎさ（おおしま なぎさ、1991年9月20日 - ）は、日本の元モデル、元女優である。茨城県出身。ビーチウォーカーズ・マネージメント株式会社所属だった。血液型はO型。
『non-noモデルオーディション2010』で審査員特別賞を受賞し、「non-no専属モデル」として活躍していた。
2024年1月から映像コンテンツ権利処理機構のサイトに連絡の取れない権利者として掲載されている。

## 人物
- 特技は、速読、スノーボード。
- 趣味は、散歩、美容研究。
- 2015年4月に芸能界を引退した[3]。

## 出演

### TV
- 浜ちゃんが!（2011年11月、読売テレビ）
- non・no TV（BS-TBS）

### TVドラマ
- トッカン 特別国税徴収官（2012年7月18日、日本テレビ） - 新垣亜美 役

### 映画
- 「リアル鬼ごっこ 3・4・5 GAME OVER」5（2012年5月、監督：安里麻里） - 葉子 役
- 「FASHION STORY -Model-」（2012年11月、監督：中村さやか） - 香菜 役
- 闇金ウシジマくん Part2（2014年5月16日、東宝映像事業部 / SDP） - 彩香の姉 役

### 舞台
- 舞台「遙かなる時空の中で5」（2014年9月-10月） - 蓮水ゆき 役
- ダンガンロンパ THE STAGE 〜希望の学園と絶望の高校生〜（2014年10月29日 - 11月3日、日本青年館 大ホール） - 朝日奈葵 役（藤江れいなとのダブルキャスト）

### CM
- 「オリジン弁当TV-CM」関東限定O.A（2011年11月）

### 雑誌
- 集英社「non-no」専属モデル（2011年1月 - 2013年3月）
- 集英社「ヤングジャンプ」
- 集英社「ぷにゅぷにゅするだけ！スカルボールバスタイム」著者=寺門琢己（2011年7月）
- 中国「瑞麗服飾美容11月号」佐伯チズ先生の冬保湿テクニック大公開（2011年10月）
- 東京ニュース通信社「B.L.T.1月号／モデルコレクションautumn」（2011年11月）
- 株式会社オレンジページ「からだの本」（2012年3月）

### PV
- 松下優也8thシングル「Naturally」（2011年5月4日発売）PV出演
- paco「pacolate」DEBUT MINI ALBUM（2012年6月13日発売）

### イベント
- ノンノ40周年イベント（2011年5月、集英社）
- ノンノTVセレブパーティー冬 2011（2011年11月22日、BS-TBS）
- ノンノ春コレ（2012年3月、集英社）